# Novosibirski otoki
Novosibirski otoki (rusko Новосибирские oстрова, latinizirano: Novosibirskije ostrova) so otočje na skrajnem severu Rusije, ki ga oblivajo Morje Laptevov na zahodu, Vzhodnosibirsko morje na vzhodu ter odprti Arktični ocean na severu, na jugu pa ga Preliv Dmitrija Lapteva loči od kopnega v ruski avtonomni republiki Jakutiji. S skupno več kot 38.000 km² površine je drugo največje rusko otočje. Sestavljata ga dve večji otoški skupini, Ljahovski otoki na severu in Anžujevi otoki na jugu, ter manjši De Longovi otoki, ki se razprostirajo od Anžujevih otokov proti severovzhodu. Največji otok je Kotelni na severu Anžujevih otokov.
Celotno otočje je nizko, nadmorska višina nikjer ne doseže 500 m, geološka zgradba pa je kompleksna. Leži znotraj Arktičnega kroga okoli 75° severne zemljepisne širine, zato je podnebje mrzlo, s povprečnimi letnimi temperaturami okrog −15 °C in polarno nočjo od začetka novembra do polovice februarja. Pogosti so gosti oblaki in snežni viharji, padavin pa je razmeroma malo. Vse kopno prekriva 400–600 m debel permafrost, na nekaterih mestih pa je do pol metra globoka plast prsti, kjer uspeva skromno tundrsko rastje. De Longovi otoki so ledena puščava. Erozija kopno intenzivno krči.

## Rastlinstvo in živalstvo
Kljub ostrim razmeram so na otokih našteli skoraj 120 vrst višjih rastlin, 137 vrst mahov in številne lišaje. Tu uspeva tudi devet vrst sesalcev, od katerih prevladujejo sibirski lemingi (podvrsta arktičnega leminga), od večjih pa so med drugim prisotni arktične lisice, volkovi, polarni medvedi in severni jeleni, ki pozimi izkoriščajo ledeni pokrov za selitev med Novosibirskimi otoki in celino. Zaradi nizke nadmorske višine in izpostavljenosti mrzlim vetrovom je raznolikost habitatov ter posledično življenja omejena. Okoliške vode so bogate z ribami in raznimi morskimi sesalci, kot so mroži, kolobarjasti in brkati tjulnji ter beluge.
Poleg tega je otočje znano kot gnezdišče ptic, raziskovalci so jih našteli 60 vrst, od katerih jih več kot polovica tu gnezdi (predvsem galebi in njorke). Zaradi pomena za arktične ptice je celotno otočje razglašeno za mednarodno pomembno območje za ptice po merilih organizacije BirdLife International.
Po otokih in pod njihovim površjem je posejana velika količina fosilnih ostankov favne iz preteklosti, ki so raznovrstnejši od sedanje in nakazujejo na znatno toplejše podnebje v preteklosti. Posebej slovijo po številčnih ostankih mamutov, s slonovino iz njih so trgovali na prelomu 19. in 20. stoletja.

## Zgodovina
Otoke severno od izliva reke Jane so prvič ugledali v 18. stoletju. Leta 1712 je kozak Merkurij Vagin prvi stopil na Veliki Ljahovski, 60 let kasneje pa jih je raziskal trgovec Ivan Ljahov in pridobil ekskluzivno pravico za izkoriščanje krzen arktičnih lisic in mamutovih oklov na njih. V naslednjega pol stoletja so obe skupini večjih otokov kartirali trgovci, De Longove otoke pa je šele leta 1881 odkrila De Longova odprava iz ZDA. Največji otok, Kotelni, so sprva zaradi nenavadne zgradbe z nizko in občasno poplavljeno prodnato ravnico v sredini (zdaj imenovano Bungejeva dežela) opisali kot tri ločene otoke. Številne odprave so iskale domnevno kopno še dlje proti severu, o katerem je poročal raziskovalec Jakov Sannikov, toda do severnega tečaja ni nobenega otoka več.
V prvi polovici 20. stoletja so na Velikem Ljahovskem postavili geofizikalni observatorij in kasneje še nekaj stalnih polarnih postaj. Otočje je v 20. stoletju obiskalo več znanstvenih odprav, ki so ga podrobno kartirale in raziskovale geološko zgradbo in rastlinstvo. Med drugim so odkrili 8000 let staro postojanko starodavnih lovcev z množico orodij. Postaja na otoku Kotelni je bila kasneje razširjena z vojaškim oporiščem, delovala je do razpada Sovjetske zveze leta 1993. Rusi so znova zgradili stalno oporišče na zahodu Kotelnega leta 2013 in vzpostavili radarski nadzor nad območjem, ki je strateško pomembno zaradi domnevnih surovin in lege ob severni pomorski poti.